# 热盐站
熱鹽站（日语：／ Atsushio eki */?）曾經是一個位於福島縣耶麻郡熱鹽加納村（現喜多方市熱鹽加納町），屬於日本國有鐵道（國鐵）日中線的鐵路車站（廢站）。伴隨着日中線的廢線於1984年（昭和59年）廢站。站舍現時以日中線紀念館保存。

## 相鄰車站
日本國有鐵道
日中線
會津加納－熱鹽

## 外部連結
维基共享资源上的相關多媒體資源：热盐站